# Okenia vancouverensis
Okenia vancouverensis är en snäckart som först beskrevs av Charles Henry O'Donoghue 1921.  Okenia vancouverensis ingår i släktet Okenia och familjen Goniodorididae. Inga underarter finns listade i Catalogue of Life.